# Värmlandsbrigaden
Värmlandsbrigaden (IB 2) var en infanteribrigad inom svenska armén som verkade i olika former åren 1949–2000. Förbandsledningen var förlagd i Kristinehamns garnison i Kristinehamn.

## Historik
Värmlandsbrigaden tillkom genom försvarsbeslutet 1948, då fältregementet Värmlands regemente omorganiserades åren 1949–1951 till en infanteribrigad.
I samband med att värnpliktsutbildningen upphörde 1992 vid Livregementets grenadjärer, kom en brigadskyttebataljon ur Närkebrigaden att överföras till Värmlandsbrigaden, där den kom att benämnas Grenadjärbataljonen. Brigaden gick därmed in i brigadorganisationen IB 77R.
Inför försvarsbeslutet 1992 föreslog regeringen rationaliseringar av utbildningen av infanteribrigaderna, genom bland annat att samlokalisera förband inom samma stad eller län. Där regeringen då föreslog för riksdagen att samlokalisera Värmlandsbrigaden, vilken i huvudsak producerades vid Värmlands regemente (I 2/Fo 52), med Bergslagens artilleriregemente (A 9) i Kristinehamn. Vidare tydliggjordes krigsorganisationen, vilket resulterade i att Värmlandsbrigaden avskildes från Värmlands regemente. Från den 1 juli 1994 bildade brigaden ett självständigt kaderorganiserat krigsförband inom Mellersta militärområdet (Milo M).
I samband med hemtransporten från en pansararméövning på Prästtomta skjutfält den 22 april 1998 förolyckades soldaterna Martin Broberg och Andrea Lönnrot i en trafikolycka, i höjd med Säbybacken i Vintrosa på dåvarande sträckningen av E18, sedan 2008 Länsväg T 691. Trafikolyckan gav upphov till skärpta kör- och vilotider för fordonsförare inom Försvarsmakten.
Inför försvarsbeslutet 2000 föreslog regeringen i propositionen att avveckla fem infanteribrigader, IB 1, IB 2, IB 12, IB 16 och NB 13. Detta då regeringen ansåg att bibehålla dem skulle kräva omfattande investeringar för att kunna utgöra enheter för mekaniserad utbildning. Vidare ansågs att deras övnings- och skjutfält i vissa fall var begränsande.

## Verksamhet
Som ett led av försvarsbeslutet 1992 blev brigaden en av de sex ursprungliga infanteribrigader som skulle mekaniseras, och med det utrustas med de rysktillverkade pansarskyttefordonen BMP-1 och MT-LB med svensk benämning pbv 501 och pbv 401. Organisationen brigaden skulle gå in i kallades IB 2000 och denna skulle vara i produktion 2004 och helt genomfört 2006. Brigaden hann dock aldrig gå in i den nya organisationen på allvar, då den tillsammans med Värmlands regemente upplöstes och avvecklades den 30 juni 2000. 

### Internationell verksamhet
År 1996 ansvarade brigaden för uppsättningen av BA 06. Vilken var den sjätte bataljonen av de så kallade bosnienbataljonenerna.
I oktober 2000 deltog 15 värnpliktiga värmlänningar och cirka 25 officerare från brigaden, i övningen "Baltic Eagle" i Riga, Lettland. Övning kom att kallas för ”brigadens sista strid”, detta då den ägde rum 300 år efter slaget vid Narva.

### Bataljoner
- 1. brigadskyttebataljonen–Vargbataljonen (Pbv 501)
- 2. brigadskyttebataljonen–Djerfbataljonen (Pbv 501)
- 3. brigadskyttebataljonen–Örnbataljonen (Pbv 501)
- 4. brigadskyttebataljonen–Grenadjärbataljonen (Pvrb 55/TOW)
- Brigadluftvärnsbataljon (Lvrbs 70)
- Brigadhaubitsbataljon (Haub 77A)
- Brigadpionjärsbataljon

## Heraldik och traditioner
I samband med att Grenadjärbataljonen tillfördes och blev brigadens fjärde bataljon, så överlämnades även Närkebrigadens fana till bataljonen i dess egenskap av traditionsbärare för Närkebrigaden.
Värmlandsbrigaden delade heraldik och traditioner med Värmlands regemente. Regementet och brigaden avvecklades i samband med försvarsbeslutet 2000. Regementets sista chef var Överste Björn Tomtlund som samtidigt var chef för brigaden. Vid avslutningsceremonin den 30 juni 2000 förklarade Tomtlund "Härmed förklarar jag Värmlands regemente och Värmlandsbrigaden för nedlagda", i samband med avslutningsceremonin restes en minnessten vid Kristinehamns garnison, och de 150 officerarna vid brigaden och regementet en för ändamålet framtagen minnesmedalj, Värmlands regementes (I 2) och Värmlandsbrigadens (IB 2) minnesmedalj i silver (VärmlregbrigMSM). Bandets färger är baserat på förbandets traditionsfärger och är tillverkad av förgyllt silver.

## Förbandschefer
Brigadchefer åren 1949–2000. Åren 1949–1994 var brigadchefen tillika ställföreträdande chef vid Värmlands regemente.

- 1949–1973: ???
- 1973–1977: Överste John Petersson
- 1978–1978: Överste Gustaf Welin
- 1979–1979: Överste Krister Larsson
- 1980–1980: Överste Ulf Ling-Vannerus
- 1981–1983: Överste Lennart Frick/överste Ingvar Rittsél
- 1983–1988: Överste Lennart Bergqvist
- 1988–1993: Överste Ingvar S Klang
- 1993–1996: Tommy Johansson
- 1997–2000: Björn Tomtlund [g]

## Namn, beteckning och förläggning
| Värmlandsbrigaden | 1949-10-01 | – | 2000-06-30 |

| IB 2 | 1949-10-01 | – | 2000-06-30 |

| Karlstads garnison (F)     | 1949-10-01 | – | 1994-06-30 |
| Kristinehamns garnison (F) | 1994-07-01 | – | 2000-06-30 |

## Galleri

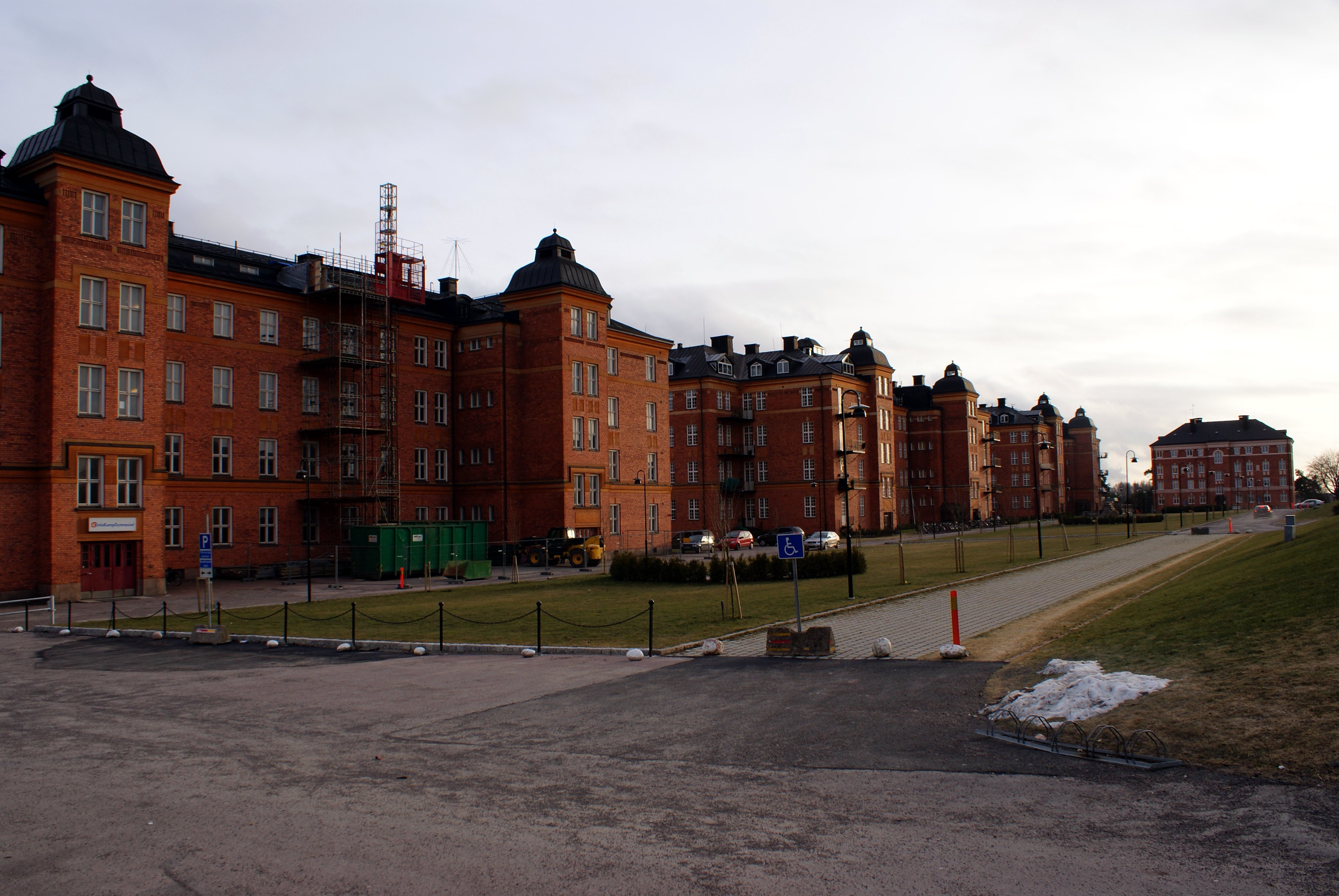
De gamla kasernerna på Kasernhöjden i Karlstad.
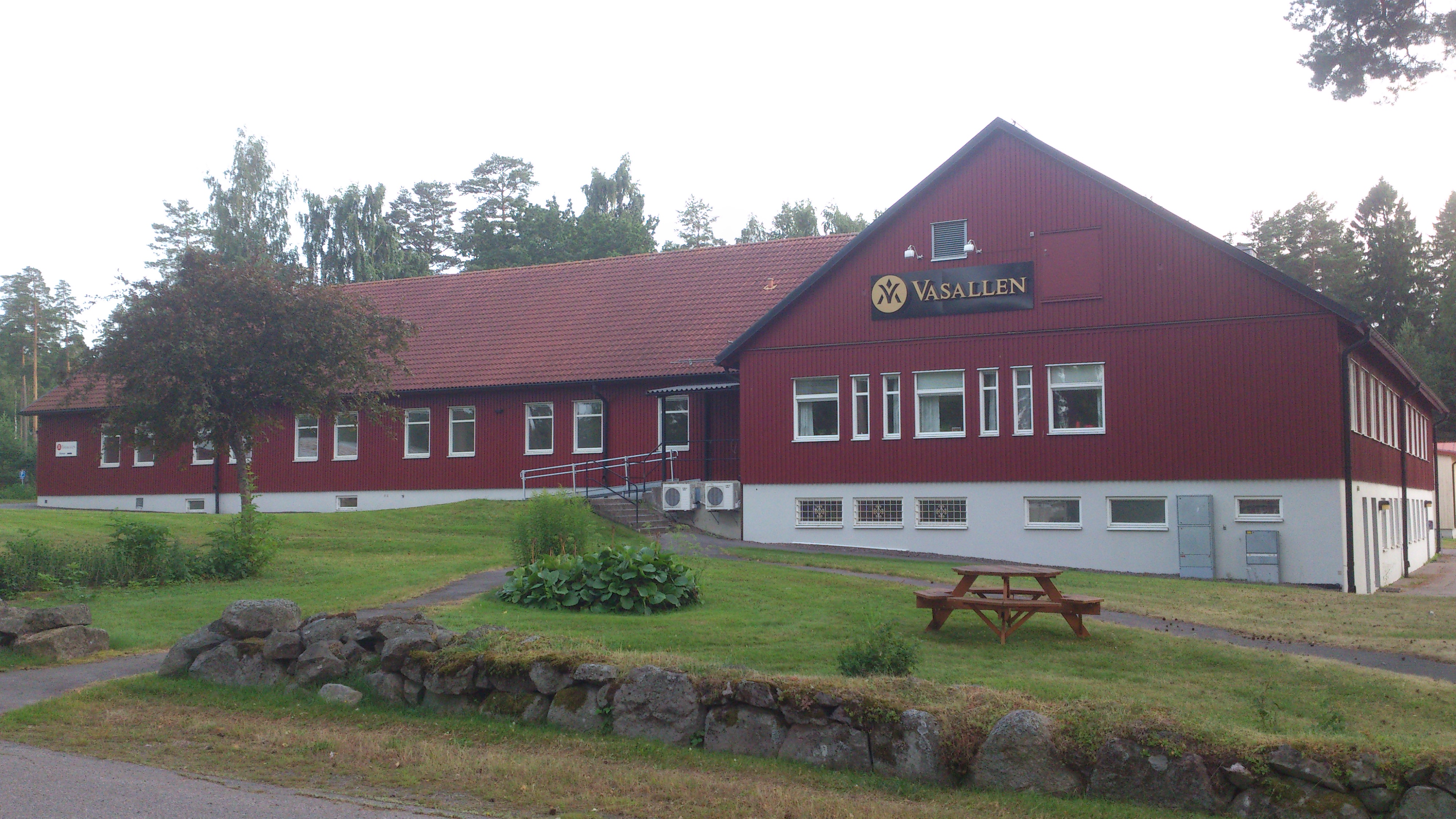
Brigadens stabsbyggnad i Kristinehamn.
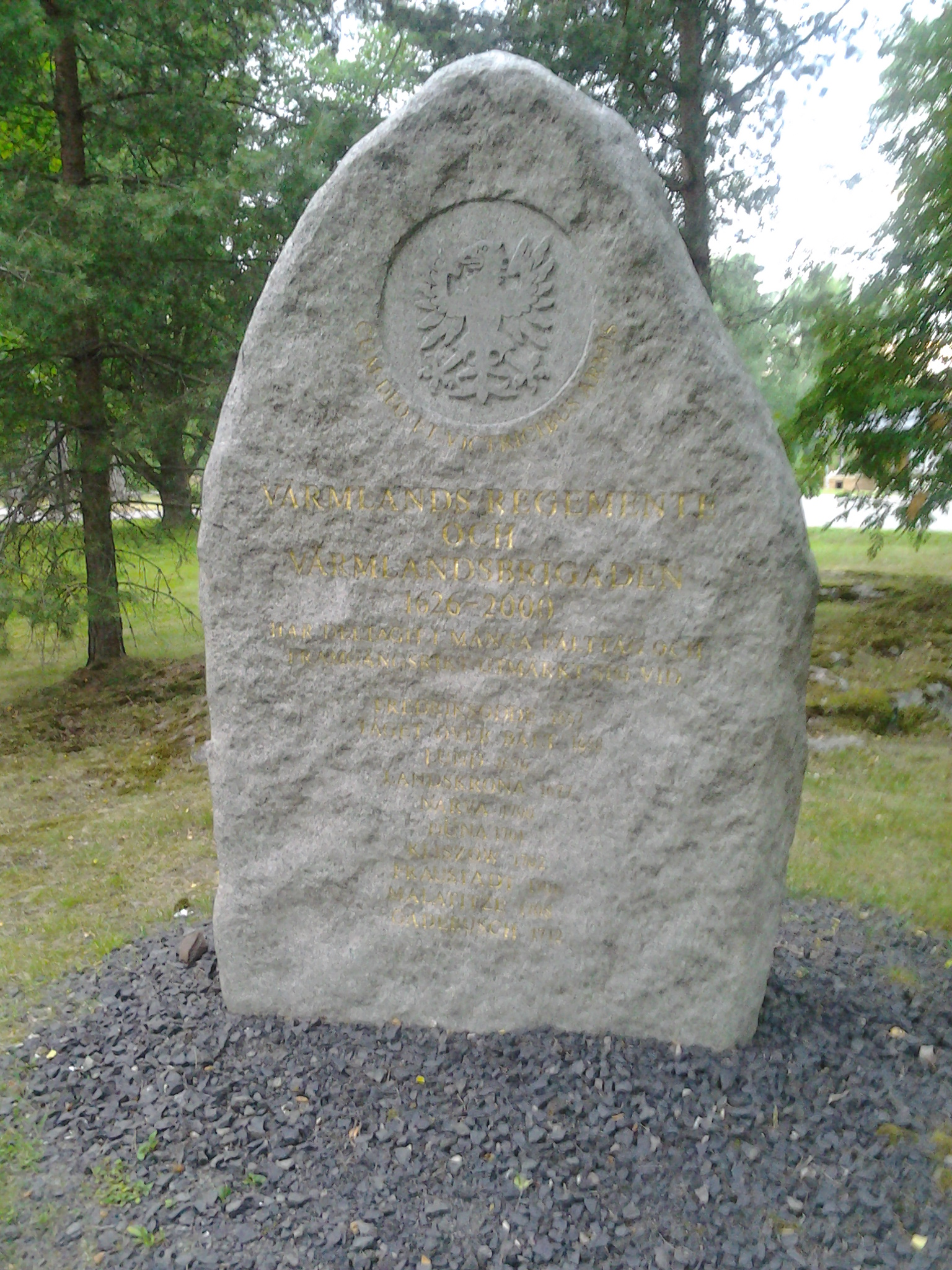
Minnessten i Kristinehamn över Värmlands regemente och Värmlandsbrigaden
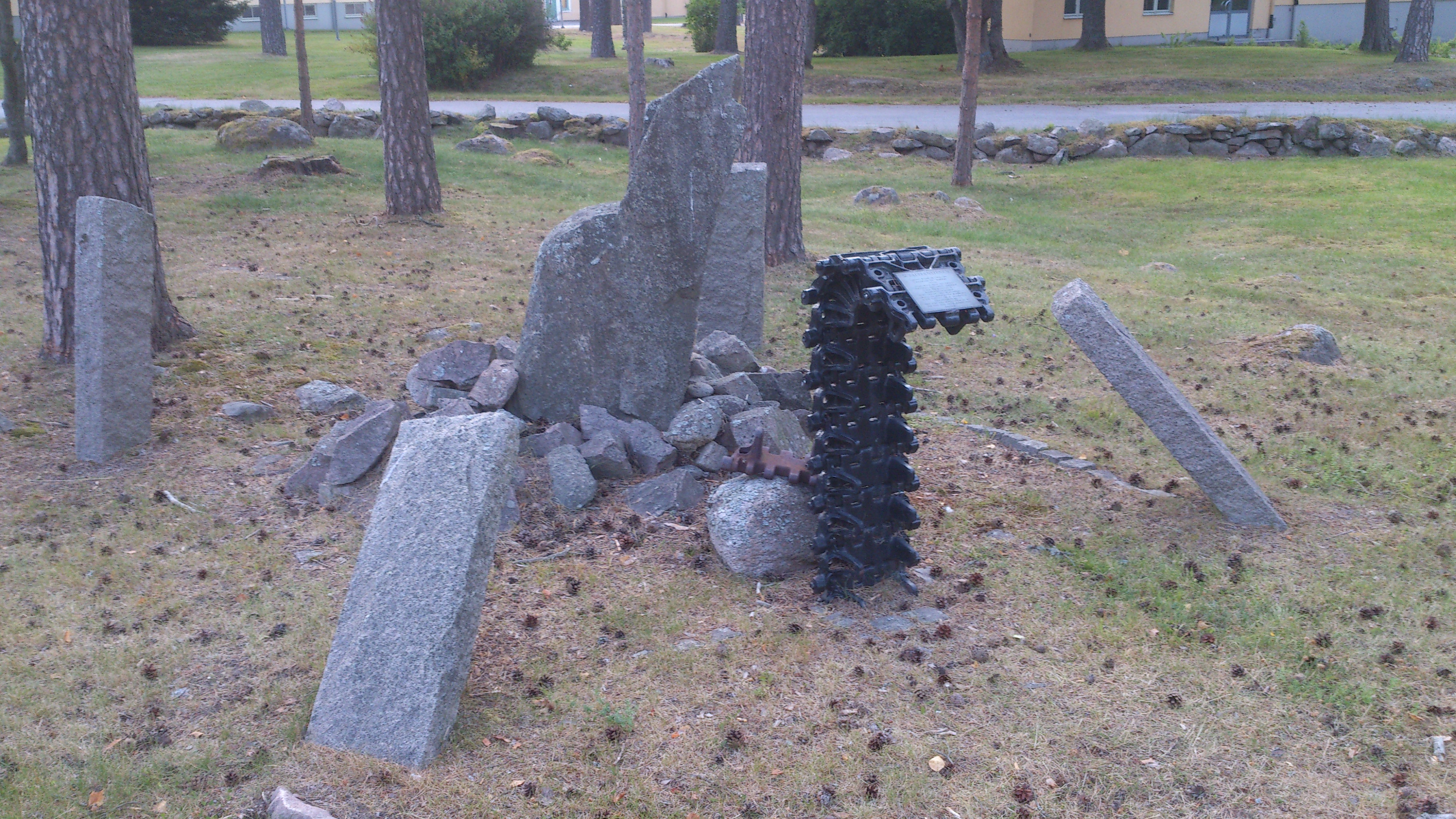
Subalternstenen utanför Värmlandsbrigadens stabsbyggnad i Kristinehamn.